# エヌ・ティー・エス (金属機械加工)
株式会社エヌ・ティー・エス (英: NTS Co., Ltd.) は、福島県石川郡石川町に所在する1988年設立の精密金属製品機械加工サプライヤー。主力設備としては５軸マシニングセンター、金属3Dプリンターをつかい少ロット数の精密金属加工部品の製造請負を商売としている。高い加工精度と合わせて、品質を保証することが大事だという社風があり、JISQ、ISOの運用に基づき計測や解析にも相当の投資をしている。社内には5軸マシニングセンタと三次元金属積層造形装置が多数設置されており、自由形状の薄肉製品のカバー類を得意とする。2018年-2021年、ロードレース世界選手権Moto2クラスに自社設計、開発、製造したNTS製オリジナルGPシャシーを提供した。

## FIM Moto2世界選手権
代表の生田目政広自身がオートバイロードレースの選手であった過去からレーシングバイクやレーシングカーへの思い入れは強い。現役選手時代は神奈川県のバイクショップで手伝いをしながらレース活動をしていた。選手として引退した後でも自動車産業に関わっていたいという気持ちがあり、そこで福島県の父親が経営していた実家に戻り家業の金属加工業を手伝った。生田目製作所から有限会社化（1988年）し、後に株式会社に組織変更（2001年）したころ將弘は父の後を継ぎ代表取締役社長に就任。設備投資にも積極的で社屋、CAD/CAM、マシニングセンタや三次元計測機などの設備を充実させながら、難削材の切削術も高めていった。製品サイズ的にも自動車より手軽だという理由で加工請負をする製品も自然とオートバイ用の金属部品が多くなった。事業が安定してからはもともとの夢であった自身のレーシングバイクの車体設計に着手。2012年から2015年まで、自身が設計した「NTS NH6」を、全日本ロードレース選手権J-GP2クラスに参戦していた「Team Norick」に供給し、2013年にはチャンピオンを獲得した。実績と経験を積み上げ2016年から2017年には、FIM CEVレプソルインターナショナル選手権Moto2欧州選手権に「NTS Sportscode T.Pro」として活動の舞台を移し、2016年はアラン・テシェがチャンピオンシップ3位に、続く2017年にもスティーヴン・オデンダールが同3位、尾野弘樹は同8位となった。
2018年からは社内にモータースポーツ部を新設するとFIMライセンスを取得しマニュファクチャラーとなる。世界グランプリへの参入が特別に認められたことで、オランダを本拠地とする「RWレーシングGP」と手を組み、FIM 世界選手権グランプリMoto2にフル参戦を開始。2018年は、スティーヴン・オデンダールとジョー・ロバーツを起用し、オデンダールがチャンピオンシップ28位、ロバーツは同27位となった。
レース活動が活発化すると同時に三次元金属積層造形装置（Additive Manufacturing）の業務請負も増え、合計10台が本格稼働。東京大学生産技術研究所が軸となってすすめている東京大学CMIにおいてSMEメンバーとして理解を深めていき、関連する学術的な理論や技術課題についてもその対応力を高めていった。
2年目の2019年は、2010年から2018年までのホンダ製600cc 4気筒4ストロークエンジンに代わりMoto2のワンメイクエンジンサプライヤーとしてトライアンフ製765cc 3気筒4ストロークエンジンに変更されたことを受け、新型マシン「N7T」を投入。チーム名のNTS RW Racing GPはそのままとし、オデンダールが継続、ロバーツに代わって2015レッドブルMotoGPルーキーズ・カップチャンピオンのボー・ベンドスナイデルを起用した。なおオデンダールとは、成績不振を理由に第12戦イギリスGPを以て契約を解除し、第13戦サンマリノGPと第14戦アラゴンGPはシモーネ・コルシを、第15戦タイGPから第18戦マレーシアGPは、第1戦カタールGPから第3戦アメリカズGPまでオデンダールの代役として参戦し、翌シーズンから起用される予定だったイェスコ・ラフィンを、第19戦バレンシアGPではトンマーゾ・マルコンを起用した。
3年目となる2020年はベンドスナイデルが継続し、オデンダールに代わってラフィンを起用する。N7Tを改良した「N7T2」を投入し、ベンドスナイデルが、第1戦カタールGPにおいて予選7位を獲得（決勝は11位）、第14戦バレンシアGPでは、Moto2参戦後最上位となる8位でフィニッシュした。なおラフィンは、原因不明の体調不良のために出場は4戦に限られ（決勝出走は3戦）、残りはドミニク・エガーターやピオトル・ビエシエキルスキを起用した。
4年目の2021年は、ベンドスナイデル、ラフィンともに契約を満了し、新たにハフィズ・シャーリンとバリー・バルテュスを起用。2022年以降の同選手権からの撤退を発表しRW Racing GPへのスポンサーシップを打ち切った。パンデミックの不況を乗り切るために企業のスリム化を推進する必要があると判断した。
株式会社エヌ・ティー・エスは世界グランプリへの自社シャーシプロジェクトの次のステップとして、代表の生田目社長がFIM MiniGP大会審査委員に選出され、日本人ライダーを世界の舞台に排出していく一助となれればという思いで、これを受けた。

## 参照
1. ↑  “＜MotoGP＞　もうひとつの世界デビュー！～NTS　2018年からmoto2世界選手権にデビュー！～”.   webオートバイ. 2017年9月24日閲覧。
2. ↑  “福島から世界へ……日本製シャシーNTSがMoto2デビュー「福島は元気」”.   Motorsport.com. 2018年3月21日閲覧。
3. ↑  “MotoGP：日本製シャシーでMoto2を戦うNTS・RWレーシングGPが体制発表。マシンカラーもお披露目”.   AUTOSPORT. 2019年2月15日閲覧。
4. ↑  "Jesko Raffin will race with NTS RW Racing GP in 2020" (Press release). RW Racing GP. 2019年8月9日閲覧。
5. ↑  "NTS RW Racing GP legt Hafizh Syahrin vast" (Press release). RW Racing GP. 2020年11月8日閲覧。
6. ↑  "NTS RW Racing GP and Barry Baltus sign two-year contract" (Press release). RW Racing GP. 2020年10月8日閲覧。